# Deense asielmodel
Het Deense asielmodel staat voor het strengere beleid van de Deense regering op het gebied van asiel. Tot en met 2015 liet Denemarken relatief veel asielzoekers toe. In 2015 stond Denemarken binnen de Europese Unie nog op de negende plek qua aantal binnengekomen asielzoekers. Ten gevolge van het strengere beleid, dat vanaf 2015 werd ingezet, was Denemarken in 2021 gedaald naar de twintigste plek. Op het hoogtepunt van de vluchtelingencrisis in 2015 vroegen meer dan 21.000 mensen asiel aan in Denemarken. In de eerste 10 maanden van 2021 bleef het aantal steken op 1.526 asielaanvragen.

## Achtergrond
Aanleiding voor het nieuwe beleid was de vluchtelingencrisis van 2015 en de grote toestroom van asielzoekers naar Europa en Denemarken. Zo gaf Denemarken vanaf het uitbreken van de oorlog in Syrië in 2011 tot en met 2021 aan 34.000 Syriërs een verblijfsstatus. Na de vluchtelingencrisis wilde de Deense regering illegale immigratie via de Middellandse Zee en mensensmokkel ontmoedigen. Bovendien had Denemarken slechte ervaringen met de integratie van sommige groepen immigranten en waren er in sommige Deense steden getto's ontstaan. Een derde reden voor het nieuwe beleid is de wens van de Deense regering om de Deense verzorgingsstaat betaalbaar te houden.

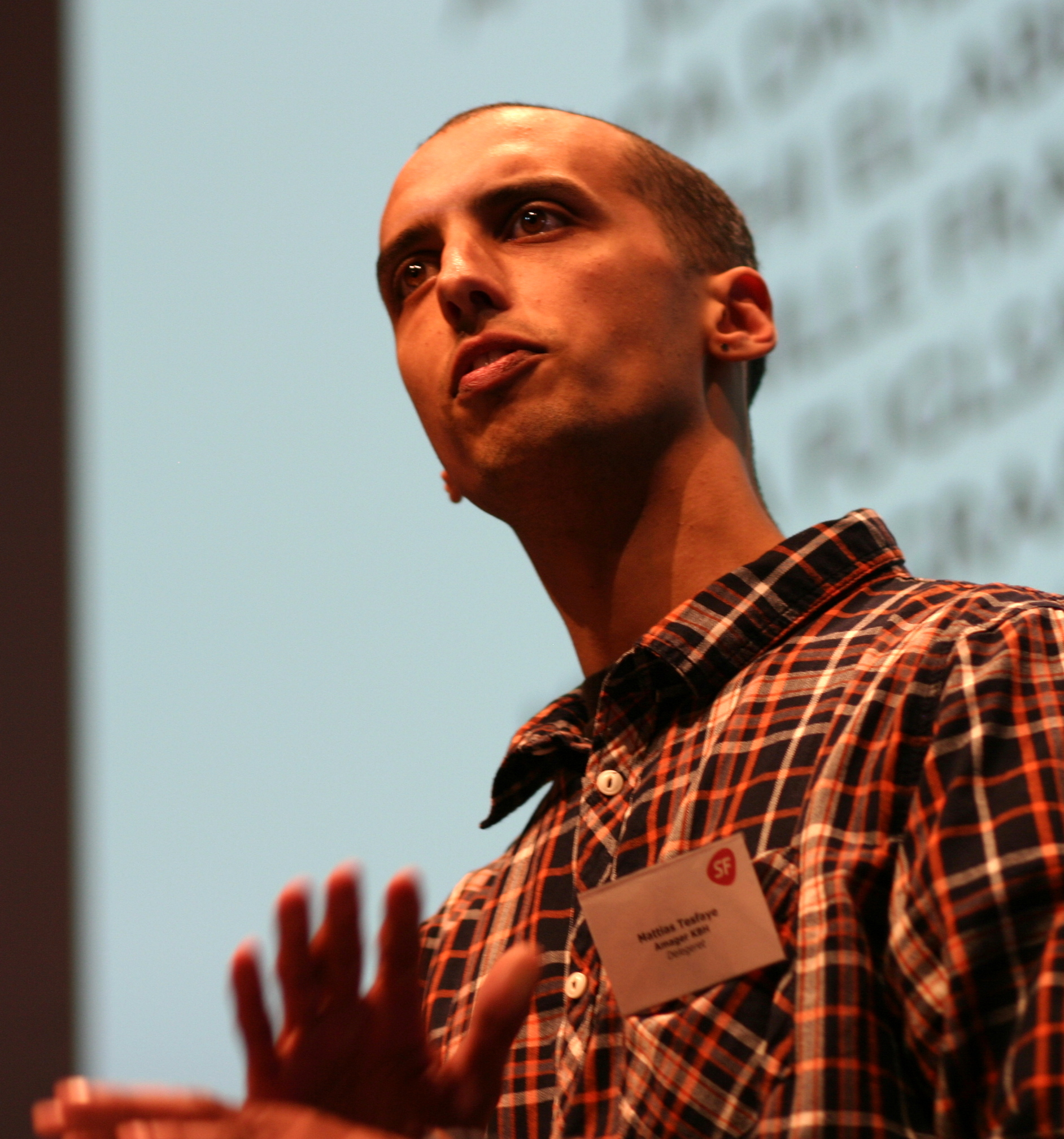
Mattias Tesfaye

Het strenge Deense asielbeleid wordt door bijna alle politieke partijen in het land gesteund, ook door de Deense Sociaaldemocraten.
In de periode 2019-2023 heeft de regering onder leiding van de sociaaldemocratische premier Mette Frederiksen het asielbeleid nog strenger gemaakt. Deze koerswijziging staat in Denemarken bekend als de 'Paradigmaverschuiving'. Zij verlegt de focus van integratie naar terugkeer naar de landen van herkomst. In 2022 zei de toenmalige Minister van Integratie, Mattias Tesfaye, zelf zoon van een Ethiopische vluchteling, het volgende: "Als je naar de historische achtergrond kijkt, is het volkomen normaal dat linkse politici zoals ik niet tegen migratie zijn, maar wel willen dat het onder controle is. Als dat niet zo is – en dat was het niet meer vanaf de jaren tachtig – betalen mensen met lage inkomens en laagopgeleiden de hoogste prijs voor slechte integratie. Het zijn niet de rijke buurten die de meeste kinderen moeten integreren. Integendeel, de gebieden waar de traditionele sociaaldemocratische kiezers en vakbondsleden wonen, hebben met de grootste problemen te maken."
De Deense premier Mette Frederiksen beijvert zich ook in Europees verband voor een nieuw, strenger Europees asielbeleid. In haar woorden: "Het huidige Europese asielbeleid dwingt mensen hun leven op het spel te zetten op een gevaarlijke reis naar Europa".

## Kenmerken
Het Deense asielmodel heeft de volgende kenmerken:
- Verblijfsvergunningen in Denemarken zijn in principe tijdelijk: voor één of twee jaar en kunnen daarna voor een bepaalde termijn worden verlengd. De duur van de initiële bescherming en verlengingstermijnen zijn afhankelijk van het niveau van bescherming (zie het volgende punt). Een permanente verblijfsvergunning behoort pas na acht jaar tot de mogelijkheden. En ook dan gelden strenge criteria. Gezinshereniging is pas na twee jaar mogelijk.
- Denemarken kent 3 verschillende niveaus van bescherming van vluchtelingen. De hoogste vorm van bescherming geldt voor mensen die in Denemarken zijn opgenomen in het kader van het jaarlijkse vluchtelingenquotum, zoals dat wordt afgesproken met de United Nations High Commissioner for Refugees (UNHCR). Het gaat hierbij om vluchtelingen die ernstig ziek of gehandicapt zijn. Het tweede niveau van bescherming geldt voor mensen die in hun land van herkomst persoonlijk vervolgd worden. Het derde en laagste niveau van bescherming heeft betrekking op mensen die in hun land van herkomst niet persoonlijk vervolgd worden, maar door instabiliteit in aldaar wel het risico lopen slachtoffer te worden van geweld. De laatste vorm van bescherming is per definitie tijdelijk.[14]
- Voor het beoordelen van een asielaanvraag wordt gekeken naar de situatie in de streek waar de asielzoeker vandaan komt. Het kan dus voorkomen dat iemand uit een instabiel land geen verblijfsvergunning krijgt, als het in de streek waar hij of zij vandaan komt wel rustig is.[15][16]
- Asielzoekers met contant geld of andere waardevolle bezittingen ter waarde van meer dan 10.000 Deense kronen (omgerekend zo'n 1.344 euro), betalen mee aan de kosten van hun opvang.
- Elke asielzoeker in Denemarken heeft recht op maaltijden en onderdak in een asielzoekerscentrum. Een asielzoeker kan een contract afsluiten met het asielzoekerscentrum om deel te nemen aan bepaalde activiteiten, lessen te volgen en/of werkzaamheden te verrichten. Het ondertekenen van dit contract geeft recht op een toeslag. Bij niet-nakoming van het contract wordt de toeslag verminderd of ingetrokken. Wie nog in afwachting is van de beslissing of zijn asielaanvraag in Denemarken zal worden behandeld, ontvangt een lagere toeslag. Asielzoekers met een minimaal risico op vervolging in het land van herkomst, ontvangen geen toeslag.[17]
- Opvangcentra voor asielzoekers zijn vooral gericht op remigratie naar het land van herkomst. Mensen van wie het asielverzoek is afgewezen, belanden in sobere terugkeercentra, waar ze worden begeleid bij hun terugkeer.
- Asielzoekers, immigranten en mensen met een dubbele nationaliteit (Deens en van een niet EU-land) die vrijwillig terugkeren naar het land van herkomst of het land waar hun gezin op dat moment verblijft, ontvangen een terugkeervergoeding van maximaal DKK 150.598 (ca 20.000 euro), exclusief reiskosten, medicijnen voor een jaar en kosten van 4 opleidingsjaren voor kinderen tussen 5 en 16 jaar.[18][19]
- Voor de Deense wet kunnen asielzoekers die in het land aankomen, op kosten van de Deense regering, ook buiten Europa worden opgevangen. Denemarken onderhandelt met onder andere Rwanda over mogelijke locaties. De opvang dient aan Europese normen te voldoen.
- De Deense regering draagt in woord en geschrift uit dat ze het aantal asielzoekers fors terug willen brengen. Dit heeft, naast wetten en maatregelen, een sterk ontradende werking.[4][20][21][22][23][24]